# Богдан-Воде (Марамуреш)
Богдан-Воде (рум. Bogdan Vodă) — село у повіті Марамуреш в Румунії. Адміністративний центр комуни Богдан-Воде.
Село розташоване на відстані 388 км на північ від Бухареста, 51 км на схід від Бая-Маре, 113 км на північний схід від Клуж-Напоки.

## Населення
За даними перепису населення 2002 року у селі проживали 2560 осіб.
Національний склад населення села:
| Національність | Кількість осіб | Відсоток |
| -------------- | -------------- | -------- |
| румуни         | 2552           | 99,7%    |

Рідною мовою назвали:
| Мова      | Кількість осіб | Відсоток |
| --------- | -------------- | -------- |
| румунська | 2553           | 99,7%    |
| німецька  | 5              | 0,2%     |